# ハインリッヒ・シューマッハ

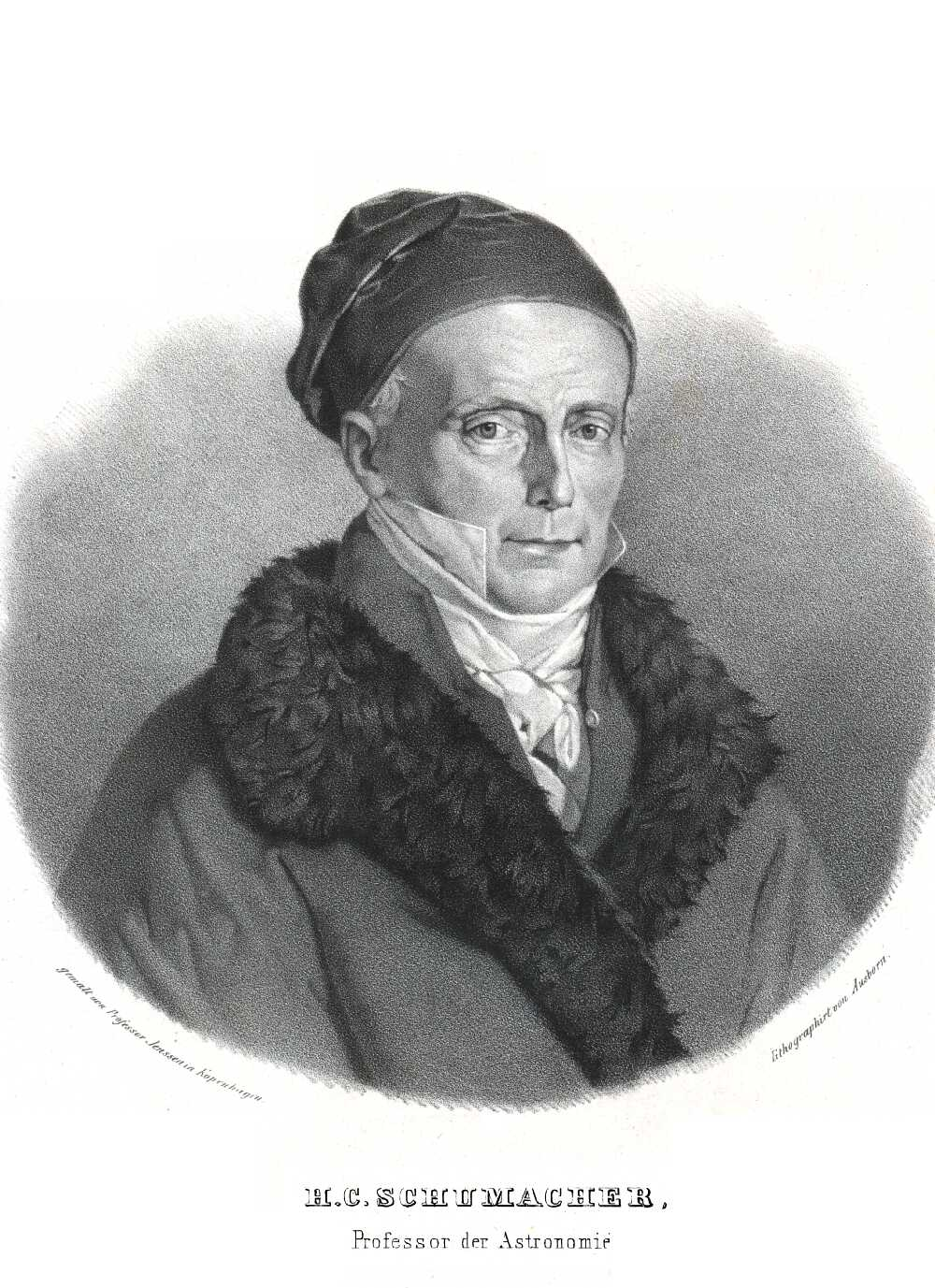
Heinrich Christian Schumacher.

クリスティアン・ハインリヒ・シューマッハ（Christian Heinrich Schumacher、1780年9月3日 - 1850年12月28日）はドイツの天文学者、測地学者、天文雑誌『アストロノミシェ・ナハリヒテン』（Astronomische Nachrichten）の初代編集者である。

## 生涯
ドイツの北部ホルシュタインのブラムシュテート（Bramstedt）に生まれた。キール大学、ゲッティンゲン大学で学び、1805年からタルトゥ大学（現エストニア）で講師をした。ドイツに戻った後、コペンハーゲンとゲッティンゲンで天文学と測地学を学んだ。ゲッティンゲンではカール・フリードリヒ・ガウスに学び、1808年にはハンブルクのヨハン・ゲオルク・レプソルトとともに新しい星表のための観測をおこなった。1810年からコペンハーゲンで教え、1813年から1815年間マンハイム天文台の所長を務めた。1817年からホルシュタインの測量を指揮した。1821年にアルトナに移り私設天文台を建設し、天文暦（Ephemerides） の編集と、1821年に創刊した天文雑誌『アストロノミシェ・ナハリヒテン』の編集に従事し、31巻まで編集を続けた。
1829年にイギリスの王立天文学会ゴールドメダルを受賞した。

## その他
小惑星(5704)シューマッハは彼にちなんで命名された。また、小惑星(850)アルトナはシューマッハの天文台があった町にちなむ。